# Оракулы Сивилл
Оракулы Сивилл — набор пророческих высказываний, написанных на древнегреческом языке гекзаметром и приписываемых сивиллам, пророчицам, которые произносили якобы божественные откровения в состояниях припадков. 
До нашего времени сохранилось четырнадцать книг и восемь фрагментов таких оракулов, различающихся по авторам, дате написания и религиозной концепции. Они представляют собой набор высказываний, которые были собраны или отредактированных при различных обстоятельствах, вероятно, между II и VI векам н. э. Самыми старыми считаются 3-я и 5-я книги, которые, как предполагается, были записаны иудеями в Александрии, тогда как книги 1-я и 2-я предположительно записаны христианами.
Оракулы Сивилл являются ценным источником информации об античной мифологии и о гностических, иудейских и христианских убеждениях начала первого тысячелетия. 